# Felis bieti
Il gatto di Biet (Felis bieti Milne-Edwards, 1892) è una specie asiatica della famiglia dei Felidi, talvolta considerata come una sottospecie del gatto selvatico con il nome Felis silvestris bieti. È noto anche come gatto della Mongolia, gatto di Monsignor Biet, gatto del Gobi o gatto del deserto della Cina. 
Questo felino dalla costituzione robusta è dotato di una spessa pelliccia di colore variabile tra il marrone e il grigio chiaro con macchie sfumate di colore più scuro. Solo le zampe anteriori, la faccia e la coda presentano delle striature nette. Le orecchie sono sormontate da un pennacchio di peli scuri. Si tratta di un felino solitario e notturno che caccia essenzialmente piccoli mammiferi quali pika e ratti talpa e trascorre il giorno riposando in una tana.
Endemico della Cina, il gatto di Biet vive nella parte orientale dell'altopiano tibetano, in praterie e boscaglie tra i 2500 e i 5000 m d'altitudine ed evita i deserti. Questo felino, considerato specie rara, è protetto dalla legge in tutto il suo areale. Le minacce principali che gravano su di esso sono le campagne di avvelenamento dei nativi, che riducono il numero delle sue prede, ed eventualmente il traffico delle pellicce. L'Unione Internazionale per la Conservazione della Natura (IUCN) lo classifica come «vulnerabile» (VU). Il gatto di Biet è una specie poco studiata ed è tra i felini meno conosciuti del pianeta.

## Denominazione
Il nome comune e il nome scientifico sono dedicati a Félix Biet, direttore delle missioni francesi in Cina. Sull'opera Mammal Species of the World vengono riportati, come sinonimi del nome scientifico Felis bieti, i nomi Felis pallida e F. subpallida. Malgrado sia noto anche come «gatto del deserto», tale designazione è inesatta da un punto di vista ecologico, poiché il gatto di Biet è un abitante delle steppe e delle zone ricoperte da boscaglia.
In francese, il gatto di Biet è noto come «Chat de Biet», ma anche come «Chat de Monseigneur Biet», «Chat de Mongolie», «Chat de Gobi» e «Chat des déserts de Chine». Tuttavia, presso l'Unione Internazionale per la Conservazione della Natura (IUCN) e la CITES è noto solamente con il termine «Chat de Biet». In inglese, questo felino ha numerosi nomi comuni secondo la IUCN: «Chinese Desert Cat», «Grass Cat», «Chinese Mountain Cat», «Chinese Steppe Cat» e «Chinese Alpine Steppe Cat». Il nome comune è «Graukatze» in tedesco (letteralmente «gatto grigio»), «gato de Biet» e «gato del desierto de China» in spagnolo.
I termini cinesi sono mo mao (漠貓), huang mo mao (荒漠貓) e cao shihli (草猞猁). Quest'ultimo termine, che significa «gatto delle erbe», viene utilizzato dai mercanti di pellicce cinesi in riferimento all'habitat naturale del felino. Tra le altre lingue regionali, il gatto di Biet viene chiamato «shel misigi» in kazako e «qel müshüki» in uiguro.

## Descrizione

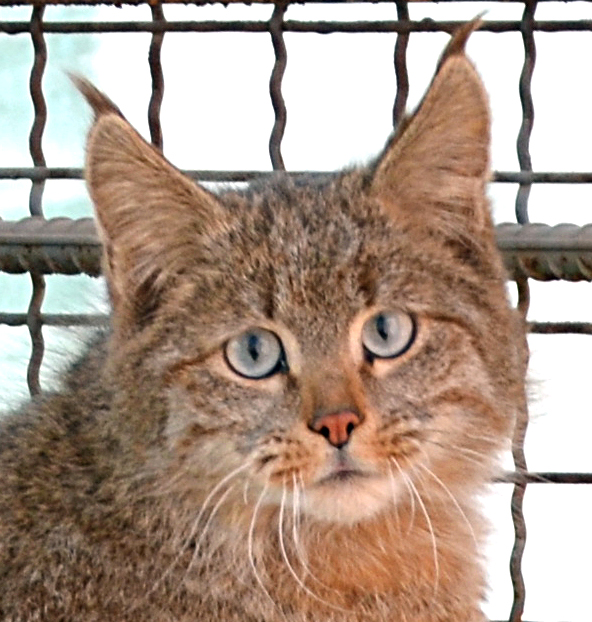
Primo piano di un gatto di Biet. Le orecchie sono sormontate da ciuffi di peli scuri. Due strisce orizzontali barrano le guance.

Il gatto di Biet, più grande di un gatto domestico, misura in media 115,7 cm di lunghezza totale: la lunghezza della testa e del corpo è di 70–85 cm e quella della coda di 29–35 cm. L'altezza al garrese è di 35–45 cm. Il peso medio è di 5,5 kg, il record è detenuto da un individuo di sesso maschile allevato in cattività che pesava 9 kg.
Il cranio del gatto di Biet si differenzia da quello degli altri felini per la presenza di una cresta mediale sugli ossi basisfenoide e presfenoide e per l'assenza del metaconide sul carnassiale inferiore m1. Le bolle timpaniche rappresentano il 25% della lunghezza totale del cranio e sono molto sviluppate, caratteristica, questa, propria anche di altri felini che vivono in zone aride come il gatto dai piedi neri (F. nigripes) o il gatto delle sabbie (F. margarita).
Il gatto di Biet è un felino dalla costituzione forte e robusta, con zampe corte e coda folta. Le suole plantari sono ricoperte di peli neri. Le orecchie color grigio-giallastro sono appuntite e terminano con ciuffi di peli scuri o rossi all'estremità che misurano circa 2 cm. Ogni guancia è attraversata da due linee orizzontali di colore marrone e attorno al collo è presente una sorta di collare poco evidente. La pelliccia molto spessa è di colore marrone scuro in estate e grigio chiaro in inverno, con delle macchie indistinte, che assicurano un eccellente camuffamento nel suo ambiente naturale. Il fitto sottopelo è color grigio ardesia vicino alla pelle e marroncino all'estremità. Delle bande marroni barrano le zampe anteriori. Sulle altre parti del corpo, le strisce color marrone scuro sono indistinte e imprecise. Superando in lunghezza il livello del piede, la coda molto folta è anellata da cinque a sei bande nere e l'estremità è nera. Il ventre, il petto e l'interno delle zampe sono color crema o grigio chiaro.
In natura, il gatto di Biet può essere confuso con il gatto ornato (F. silvestris ornata), il manul (Otocolobus manul) e la lince eurasiatica (Lynx lynx). Tuttavia, il gatto ornato non possiede alcun ciuffetto auricolare e il suo mantello è più corto e distintamente coperto di macchie o di strisce; il manul è più piccolo del gatto di Biet, ha un manto grigio con una coda più corta che non presenta anelli e le sue orecchie non presentano ciuffi auricolari. Quanto alla lince eurasiatica, si tratta di un felino di taglia molto più grande del gatto di Biet, e con una coda corta.

## Biologia

### Alimentazione
Cacciatore notturno, il gatto di Biet è attivo tutta la notte in cattività e caccia principalmente all'alba e al crepuscolo allo stato selvatico. Secondo un'analisi del contenuto delle feci, i piccoli mammiferi costituiscono il 90% della sua dieta. Prede di questo felino sono ratti talpa, pika, arvicole, marmotte, criceti e gerbilli e uccelli come pernici, fagiani e allodole. Nel Qinghai, le prede cacciate sono, tra altri mammiferi, il pika del Kansu (Ochotona cansus), il pika dalle labbra nere (O. curzoniae), il pika della Dauria (O. dauurica), l'arvicola del Nord (Microtus oeconomus) e la lepre lanosa (Lepus oiostolus).
La tecnica di caccia abituale consiste in un approccio lento e silenzioso seguito da un balzo rapido per afferrare la preda per la nuca e spezzarle la colonna vertebrale. Per cacciare i ratti talpa che vivono all'interno di gallerie, il gatto di Biet analizza prima la posizione della galleria sotterranea e ascolta attentamente i movimenti della preda che scava rapidamente per poi localizzarla e ucciderla.

### Ciclo vitale
Il gatto di Biet è solitario tranne che nel periodo degli accoppiamenti. Il periodo della riproduzione va da gennaio a marzo. Il tempo di gestazione è sconosciuto. A maggio, la femmina dà alla luce nella tana da due a quattro piccoli. L'allevamento dei piccoli è interamente a carico della femmina. L'indipendenza viene raggiunta all'età di sette-otto mesi. Se gli adulti non vengono cacciati da altri animali, i piccoli possono cadere vittima di lupi (Canis lupus) od orsi bruni (Ursus arctos).
La tana è generalmente situata all'interno di una galleria che può misurare fino a cinque metri di lunghezza posta su un versante orientato a sud, in una zona dove i roditori siano particolarmente numerosi. Maschi e femmine utilizzano una tana per riposarsi durante il giorno; tuttavia, quella della femmina è generalmente più profonda, più sicura e munita di una sola entrata. I ricercatori hanno scoperto quattro tane impiegate per allevare i piccoli: erano tutte tappezzate di piume, di pelo e di piccole ossa di lepri e di marmotte.

## Distribuzione e habitat

### Habitat e areale

Areale del gatto di Biet.

Il gatto di Biet si incontra ad altitudini comprese tra 2500 e 5000 m. L'habitat di questo felino presenta condizioni tra le più difficili al mondo: delle estati torride si alternano a degli inverni molto rigidi, dei venti secchi soffiano tutto l'anno. Il felino si incontra più spesso in praterie e boscaglie alpine. Può eventualmente vivere in foreste di conifere e steppe ed evita generalmente i deserti. Nel 2007, le prime fotografie mai scattate in natura di questo felino sono state riprese a 3570 metri di altitudine, in praterie alpine e boscaglie di montagna.
Il gatto di Biet è una specie endemica della Cina, il cui areale si estende sul settore nord-orientale dell'altopiano tibetano, tra i 30 e i 38° di latitudine Nord. Questo felino si incontra principalmente nella provincia di Qinghai, nel Sichuan settentrionale e forse nel Gansu meridionale. Il gatto di Biet è generalmente considerato una specie rara: il numero di esemplari è probabilmente inferiore ai 10.000 individui adulti, l'areale è probabilmente frammentario e le popolazioni di questo felino sono considerate in declino.

### Fattori di minaccia
La specie è minacciata dai tentativi di eradicazione dei nocivi, in particolare dei pika, considerati sue prede principali. Tra il 1958 e il 1978, furono organizzate dal governo cinese una serie di massicce campagne di avvelenamento. Tra gli anni '50 e la fine degli anni '90, 208.000 km² della provincia del Qinghai sono stati trattati con rodenticidi. Tra gli anni '70 e gli anni '80, veniva comunemente utilizzato il fosfuro di zinco, successivamente rimpiazzato, tra gli anni '80 e '90, da bromadiolone, cumatetralil, difacinone e clorofacinone. L'utilizzo di questi pesticidi riduce il numero delle prede del gatto di Biet, ma ha anche effetti negativi sull'ambiente, in particolare sui predatori, in seguito al rischio di bioaccumulo. Sebbene l'eradicamento di massa dei pika sia stato interrotto negli anni '90, la regolamentazione dei nocivi tramite avvelenamento è tuttora praticata localmente nell'areale del gatto di Biet.
Pellicce di gatto di Biet sono state inoltre segnalate in mercati locali. Nel 1980 trenta pelli furono confiscate ai bracconieri nel Sichuan e nel 1986 George Schaller vide sedici pelli in vendita nei mercati di Lingxia nella provincia del Gansu. Pelli e giacche in gatto di Biet furono confiscate dalle autorità cinesi all'inizio degli anni 2000 negli xian di Songpan e Jiuzhaigou, nel Sichuan. È probabile che non si tratti di un commercio specifico di pelli di gatto di Biet, ma piuttosto di errori dovuti alla sua somiglianza con il gatto ornato: la pelliccia del gatto di Biet, infatti, è considerata di scarso interesse commerciale.

### Protezione legale
L'Unione Internazionale per la Conservazione della Natura considera il gatto di Biet specie «vulnerabile» (VU) dal 2002. La legge cinese classifica la specie come animale raro, in categoria II. Si tratta di una specie protetta dalla legislatura cinese, e il commercio e la caccia sono vietati. Il gatto di Biet è classificato nell'appendice II della CITES e nell'appendice B della regolamentazione europea, vale a dire che per fare commercio di tutto l'animale o di una sua parte è necessario un apposito permesso. È stata fatta una domanda per il reinquadramento della specie nell'appendice I, senza successo.

### Programmi di conservazione
Il primo esemplare detenuto in cattività fu un maschio adulto vissuto allo zoo di Pechino dal 1974 al 1978. Nel 1986, la popolazione in cattività era di quattro-cinque individui e negli anni 2000 di una decina di individui. I tentativi di riproduzione in cattività, tutti condotti presso lo zoo di Xining, si sono conclusi con un fallimento: le femmine uccidono i piccoli al minimo disturbo.

## Tassonomia

### Storia della classificazione
I primi esemplari inviati al Museo di storia naturale di Parigi furono due pelli trovate in un mercato di pellicce del Sichuan durante la spedizione in Tibet di Gabriel Bonvalot e del principe Enrico d'Orléans, nel 1889. Il gatto di Biet venne descritto a partire da queste pelli con il nome Felis bieti da Alphonse Milne-Edwards nel 1892 sulla Revue générale des sciences pures et appliquées.
Originariamente, il gatto di Biet era classificato come una specie considerata strettamente imparentata con il gatto selvatico (Felis silvestris) e il gatto della giungla (F. chaus) a causa della morfologia molto simile. Ne furono proposte due sottospecie: F. b. chutuchta e F. b. vellerosa. F. b. chutuchta venne descritta da Birula nel 1917 come una nuova specie sulla base di un esemplare raccolto da Koslov. L'olotipo è stato descritto come proveniente dalla Mongolia Interna, sebbene provenga dalla provincia di Ningxia. La presenza del gatto di Biet in entrambe queste province non è mai stata confermata e i ricercatori successivi considerano l'olotipo un esemplare di gatto ornato. F. b. vellerosa venne descritto da Pocock nel 1943 a partire da una pelle del museo di storia naturale di Londra raccolta nella provincia di Shaanxi, successivamente identificata come appartenente a un gatto domestico.
Nel 2007, delle analisi genetiche hanno dimostrato che il gatto di Biet sia più probabilmente una sottospecie del gatto selvatico, sotto il nome Felis silvestris bieti. L'Unione Internazionale per la Conservazione della Natura (IUCN) ha aggiornato il suo database in questo senso, sebbene siano necessarie analisi complementari per confermare lo status del gatto di Biet.

### Storia evolutiva
|  | F. s. ornata |
|  |              |
|  | F. s. bieti  |
|  |              |

|  | F. s. lybica |
|  |              |
|  | F. s. catus  |
|  |              |

|  | F. s. ornata |
|  |              |
|  | F. s. bieti  |
|  |              |

|  | F. s. lybica |
|  |              |
|  | F. s. catus  |
|  |              |

|  | F. s. ornata |
|  |              |
|  | F. s. bieti  |
|  |              |

|  | F. s. lybica |
|  |              |
|  | F. s. catus  |
|  |              |

|  | F. s. ornata |
|  |              |
|  | F. s. bieti  |
|  |              |

|  | F. s. lybica |
|  |              |
|  | F. s. catus  |
|  |              |

|  | F. s. ornata |
|  |              |
|  | F. s. bieti  |
|  |              |

|  | F. s. lybica |
|  |              |
|  | F. s. catus  |
|  |              |

|  | F. s. ornata |
|  |              |
|  | F. s. bieti  |
|  |              |

|  | F. s. lybica |
|  |              |
|  | F. s. catus  |
|  |              |

|  | F. s. ornata |
|  |              |
|  | F. s. bieti  |
|  |              |

|  | F. s. lybica |
|  |              |
|  | F. s. catus  |
|  |              |

|  | F. s. ornata |
|  |              |
|  | F. s. bieti  |
|  |              |

|  | F. s. lybica |
|  |              |
|  | F. s. catus  |
|  |              |

Albero filogenetico del gatto selvatico (Felis silvestris) secondo le ricerche genetiche pubblicate nel 2007.
Nel 2006, degli studi filogenetici effettuati sui cromosomi sessuali e il DNA mitocondriale di tutte le specie di felini, correlati da ricerche paleontologiche, hanno rivelato che i felini sono suddivisi in otto linee evolutive distinte. La linea evolutiva del gatto domestico, costituita da tutti i felini del genere Felis, fu l'ultima a delinearsi, circa 3,4 milioni di anni fa, nel Pliocene, nei deserti e nelle fitte foreste del bacino mediterraneo.
I resti fossili attribuibili ai felini sono molto rari. Forma basale della linea evolutiva del gatto selvatico fu probabilmente Felis lunensis, talvolta chiamato gatto di Martelli, i cui fossili, risalenti al Villafranchiano superiore, sono stati rinvenuti in un giacimento della Toscana. Forme intermedie tra F. lunensis e F. silvestris sono state scoperte in altri giacimenti del Pleistocene, in particolare a Petralona in Grecia.
Molti studiosi considerano attualmente il gatto selvatico come una specie politipica con sei sottospecie: il gatto selvatico europeo (F. silvestris silvestris), il gatto selvatico dell'Africa subsahariana (F. s. cafra), il gatto ornato (F. s. ornata), il gatto di Biet, il gatto fulvo (F. s. lybica) e il gatto domestico (F. s. catus). Il punto di divergenza delle sottospecie di gatto selvatico è stato stimato attorno a 230.000 anni fa. Il gatto di Biet è strettamente imparentato con il gatto ornato.

## Rapporti con l'uomo
Il gatto di Biet è uno dei felini meno conosciuti e studiati del pianeta. Gli scienziati cinesi conoscono a malapena questo felino endemico del loro paese e alcuni esemplari detenuti da istituzioni cinesi sono male identificati. I cacciatori sono raramente in grado di riconoscere un gatto di Biet e solo i venditori di pellicce ne conoscono bene le caratteristiche. La letteratura locale trabocca di errori e di confusioni con il manul (Otocolobus manul), il gatto ornato o anche con la lince eurasiatica (Lynx lynx) e il suo areale è spesso molto sopravvalutato.
I musei non dispongono che di una ventina di pelli e di qualche cranio. La prima fotografia in natura venne realizzata grazie a delle trappole fotografiche nel Sichuan nel maggio del 2007. In Cina, anche gli esemplari viventi detenuti nei giardini zoologici sono molto rari. La maggior parte delle poche informazioni raccolte sul campo finora disponibili sono state raccolte dallo scienziato cinese Liao Yanfa, nonché dalle squadre dello zoo di Xining che hanno catturato 34 esemplari tra il 1973 e il 1985.